# 立入晴子
立入晴子（日语：たちいりハルコ，1949年5月7日—），日本漫畫家。

## 經歷
東京都目黑區出身。就讀立教大學經濟學部時即參加漫畫研究會，大學畢業後，於1972年開始擔任永田竹丸的助手。
1976年出道，開始連載《ピコラ♥ピコラ》，本作於1979年榮獲第8屆日本漫畫家協會賞之優秀賞。
1983年以《パンク・ポンク》榮獲第29屆小學館漫畫賞兒童部門賞。

## 相關人物
其夫是插畫家藤井康文。